# Side-Bike
Side-Bike war ein französischer Motorradhersteller mit Sitz in Colombe im Département Isère. Side-Bike hatte sich auf die Herstellung von Motorradgespannen spezialisiert. Es wurden die Modelle ZEUS, Kyrnos und Renaissance gebaut. 
Bei Kyrnos und Renaissance handelte es sich um konventionelle Gespanne mit einem Serienmotorrad als Basis. Das Modell ZEUS war eine eigenständige Konstruktion mit Heckmotor und zwei angetriebenen Rädern. Als Antrieb diente ein Vierzylindermotor aus dem PSA-Konzern mit einem Hubraum von 1997 cm³ und einer Leistung von 133 PS/98 kW.
Im Jahr 2012 hat Side-Bike seine Geschäftsaktivitäten eingestellt.